# رایت آر-۱۸۲۰ سایکلون
ایجاد رایت آر-۱۸۲۰ سایکلون (به انگلیسی: Wright R-1820 Cyclone) به معنی «چرخند» یک موتور رادیال آمریکایی ساخت شرکت رایت ایروناتیکال و تولید کورتیس-رایت است که به‌طور گسترده از دهه ۱۹۳۰ تا ۱۹۵۰ میلادی در هواگردها به کار می‌رفت. این موتور تحت لیسانس آمریکا در اسپانیا با نام هیسپانو-رایت ۹وی و در شوروی با نام شوتسوف ام-۲۵ ساخته می‌شد. این موتور در تانک‌های ام۴ شرمن و ام-۶ نیز به‌کار رفت.

## موارد کاربرد
- سیکورسکی اچ-۳۴- ایالات متحده آمریکا
- وولتی وی -۱- ایالات متحده آمریکا
- آی-۱۶- اتحاد جماهیر شوروی
- نورثروپ وای‌سی-۱۲۵ رایدر- ایالات متحده آمریکا
- نورث امریکن تی-۲۸- ایالات متحده آمریکا
- نورث امریکن پی-۶۴- ایالات متحده آمریکا
- پیاسکی اچ-۲۱- ایالات متحده آمریکا
- بوئینگ بی-۱۷ فلایینگ فورترس- ایالات متحده آمریکا
- بوئینگ ۳۰۷ استراتولاینر- ایالات متحده آمریکا
- اف۲ای بوفالو- ایالات متحده آمریکا
- هلپیور اس‌بی‌سی- ایالات متحده آمریکا
- پی-۳۶ هاوک-هاوک ۷۵- ایالات متحده آمریکا
- اس‌سی سی‌هاوک- ایالات متحده آمریکا
- سی‌دبلیو-۲۱- ایالات متحده آمریکا
- داگلاس ای-۳۳- ایالات متحده آمریکا
- داگلاس بی-۱۸ بولو- ایالات متحده آمریکا
- داگلاس دی‌سی-۲- ایالات متحده آمریکا
- داگلاس دی‌سی-۳- ایالات متحده آمریکا
- داگلاس دی‌سی-۵- ایالات متحده آمریکا
- داگلاس دی‌اف- ایالات متحده آمریکا
- داگلاس اس‌بی‌دی داونتلس- ایالات متحده آمریکا
- اف‌ام‌ای ای‌ئی‌ام‌بی.۲- آرژانتین
- گرومن اف۴اف وایلدکت- ایالات متحده آمریکا
- گرومن سی-۱ تریدر- ایالات متحده آمریکا
- گرومن ئی-۱ تریسر- ایالات متحده آمریکا
- گرومن اف‌اف- ایالات متحده آمریکا
- گرومن ایکس‌اف۵اف اسکای‌راکت- ایالات متحده آمریکا
- گرومن ایکس‌پی-۵۰- ایالات متحده آمریکا
- گرومن اچ‌یو-۱۶ آلباتروس- ایالات متحده آمریکا
- گرومن اس-۲ ترکر- ایالات متحده آمریکا
- گرومن جی۲اف داک- ایالات متحده آمریکا
- گرومن اف۳اف- ایالات متحده آمریکا
- تی-۶ تگزان- ایالات متحده آمریکا
- مارتین بی-۱۰- ایالات متحده آمریکا
- لاکهید هادسن- ایالات متحده آمریکا
- لاکهید مدل ۱۸ لوداستار- ایالات متحده آمریکا
- لاکهید مدل ۱۴ سوپر الکترا- ایالات متحده آمریکا
- نورث امریکن او-۴۷- ایالات متحده آمریکا

## گونه‌ها
R-1820-04
۷۰۰ اسب بخار (۵۲۰ کیلووات)
R-1820-1
۵۷۵ اسب بخار (۴۲۹ کیلووات)
R-1820-4
۷۷۰ اسب بخار (۵۷۰ کیلووات)
R-1820-19
۶۷۵ اسب بخار (۵۰۳ کیلووات)
R-1820-21
۶۹۰ اسب بخار (۵۱۰ کیلووات)
R-1820-22
۹۵۰ اسب بخار (۷۱۰ کیلووات)
R-1820-25
۶۷۵ اسب بخار (۵۰۳ کیلووات), ۷۵۰ اسب بخار (۵۶۰ کیلووات), ۷۷۵ اسب بخار (۵۷۸ کیلووات)
R-1820-32
۱٬۰۰۰ اسب بخار (۷۵۰ کیلووات)
XR-1820-32
۸۰۰ اسب بخار (۶۰۰ کیلووات)
R-1820-33
۷۷۵ اسب بخار (۵۷۸ کیلووات)
R-1820-34
۹۴۰ اسب بخار (۷۰۰ کیلووات), ۹۵۰ اسب بخار (۷۱۰ کیلووات)
R-1820-34A
۱٬۲۰۰ اسب بخار (۸۹۰ کیلووات)
R-1820-40/42
۱٬۱۰۰ اسب بخار (۸۲۰ کیلووات), ۱٬۲۰۰ اسب بخار (۸۹۰ کیلووات)
R-1820-41
۸۵۰ اسب بخار (۶۳۰ کیلووات)
R-1820-45
۸۰۰ اسب بخار (۶۰۰ کیلووات), ۹۳۰ اسب بخار (۶۹۰ کیلووات)
R-1820-49
۹۷۵ اسب بخار (۷۲۷ کیلووات)
R-1820-50
۸۵۰ اسب بخار (۶۳۰ کیلووات)
R-1820-52
۱٬۰۰۰ اسب بخار (۷۵۰ کیلووات)
R-1820-53
۹۳۰ اسب بخار (۶۹۰ کیلووات), ۱٬۰۰۰ اسب بخار (۷۵۰ کیلووات)
R-1820-56
۱٬۲۰۰ اسب بخار (۸۹۰ کیلووات), ۱٬۳۵۰ اسب بخار (۱٬۰۱۰ کیلووات)
R-1820-57
1,060 hp (790 kW)
R-1820-60
۱٬۲۰۰ اسب بخار (۸۹۰ کیلووات)
R-1820-62
۱٬۳۵۰ اسب بخار (۱٬۰۱۰ کیلووات)
R-1820-66
1,200 hp (895 kW), 1,350 hp (1,007 kW)
R-1820-67/69
۱٬۲۰۰ اسب بخار (۸۹۰ کیلووات), fitted with turbosupercharger
R-1820-72W
۱٬۳۵۰ اسب بخار (۱٬۰۱۰ کیلووات), ۱٬۴۲۵ اسب بخار (۱٬۰۶۳ کیلووات)
R-1820-74W
۱٬۵۰۰ اسب بخار (۱٬۱۰۰ کیلووات)
R-1820-76A,B,C,D
۱٬۴۲۵ اسب بخار (۱٬۰۶۳ کیلووات)
R-1820-77
۱٬۲۰۰ اسب بخار (۸۹۰ کیلووات)
R-1820-78
700 hp (522 kW), ۱٬۱۰۰ اسب بخار (۸۲۰ کیلووات)
R-1820-80
۷۰۰ اسب بخار (۵۲۰ کیلووات), ۱٬۵۳۵ اسب بخار (۱٬۱۴۵ کیلووات)
R-1820-82WA
۱٬۵۲۵ اسب بخار (۱٬۱۳۷ کیلووات)
R-1820-86
۱٬۴۲۵ اسب بخار (۱٬۰۶۳ کیلووات)
R-1820-97
۱٬۲۰۰ اسب بخار (۸۹۰ کیلووات), fitted with turbosupercharger
R-1820-103
۱٬۴۲۵ اسب بخار (۱٬۰۶۳ کیلووات)
SGR-1820-F3
۷۱۰ اسب بخار (۵۳۰ کیلووات), ۷۲۰ اسب بخار (۵۴۰ کیلووات)
SGR-1820-F2
۷۲۰ اسب بخار (۵۴۰ کیلووات)
R-1820-F53
۷۷۰ اسب بخار (۵۷۰ کیلووات)
R-1820-F56
۷۹۰ اسب بخار (۵۹۰ کیلووات)
GR-1820-G2
۱٬۰۰۰ اسب بخار (۷۵۰ کیلووات)
R-1820-G3
۸۴۰ اسب بخار (۶۳۰ کیلووات)
R-1820-G5
۹۵۰ اسب بخار (۷۱۰ کیلووات)
R-1820-G101
۱٬۱۰۰ اسب بخار (۸۲۰ کیلووات)
R-1820-G102
۷۷۵ اسب بخار (۵۷۸ کیلووات)
GR-1820-G102A
۱٬۱۰۰ اسب بخار (۸۲۰ کیلووات)
R-1820-G102A
۱٬۱۰۰ اسب بخار (۸۲۰ کیلووات)
R-1820-G102A
۱٬۱۰۰ اسب بخار (۸۲۰ کیلووات)
R-1820-G202A
۱٬۲۰۰ اسب بخار (۸۹۰ کیلووات)
R-1820-G103
۱٬۰۰۰ اسب بخار (۷۵۰ کیلووات)
R-1820-G105
۱٬۰۰۰ اسب بخار (۷۵۰ کیلووات)
R-1820-G205A
۱٬۲۰۰ اسب بخار (۸۹۰ کیلووات)